# Потховен, Ноа
Ноа Потховен (нидерл. Noa Pothoven; 18 декабря 2001, Арнем и Гелдерланд, Нидерланды — 2 июня 2019, Нидерланды) — голландская активистка, борец за право на смерть, автор книги о психическом здоровье. Её самоубийство вызвало большой резонанс во всём мире.

## Биография
Большую часть жизни Ноа страдала от затяжной депрессии и посттравматического расстройства. Её постоянно мучили тревожные расстройства, также она была подвержена нервной анорексии. В 11 лет она подверглась сексуальным домогательствам на школьной  вечеринке. В 14 она была изнасилована двумя мужчинами. Она никому об этом не сказала, даже её родители долгое время не знали о произошедшем изнасиловании. Её мать прочла об этом в одном из предсмертных писем, которое Ноа написала накануне неудачной попытки самоубийства. Эта попытка не была единичной.
Ноа прошла тяжёлый курс реабилитации, ей не стало лучше, вместо этого у неё развилось чувство вины. Она написала книгу под названием «Побеждать или учиться», в которой описала все свои страдания и злоключения. Книга имела успех, но Ноа это не принесло облегчения. После своего 17-летия Ноа самостоятельно направила запрос в одну из голландских клиник с просьбой об эвтаназии. Доктора решили, что она слишком молода для принятия подобного решения, и дали отсрочку до её 21-летия.
Ноа Потховен умерла 2 июня 2019 года, о смерти девушки сообщила её сестра. Ноа заморила себя насмерть, отказавшись ранее от воды и пищи. Родители и доктора согласились не лечить Ноа против её воли. После её смерти многие голландские и мировые СМИ ошибочно написали, что смерть Ноа произошла в результате активной эвтаназии .
Папа Римский Франциск так отреагировал на смерть Ноа: «Эвтаназия и помощь при самоубийстве — поражение для всех. Мы призваны никогда не оставлять тех, кто страдает, никогда не сдаваться, а заботиться и любить, чтобы восстановить надежду».